# Schistostephium
Schistostephium   Less., 1832 è un genere di piante angiosperme dicotiledoni della famiglia delle Asteraceae, sottofamiglia Asteroideae, tribù Anthemideae (Southern hemisphere grade) e sottotribù Cotulinae.

## Etimologia
Il nome scientifico del genere è stato definito dal botanico Christian Friedrich Lessing (1809-1862) nella pubblicazione " Synopsis Generum Compositarum Earumque Dispositionis Novae Tentamen Monographiis Multarum Capensium Interjectis... Berolini [Berlin]" ( Syn. Gen. Compos. 251 ) del 1832.

## Descrizione

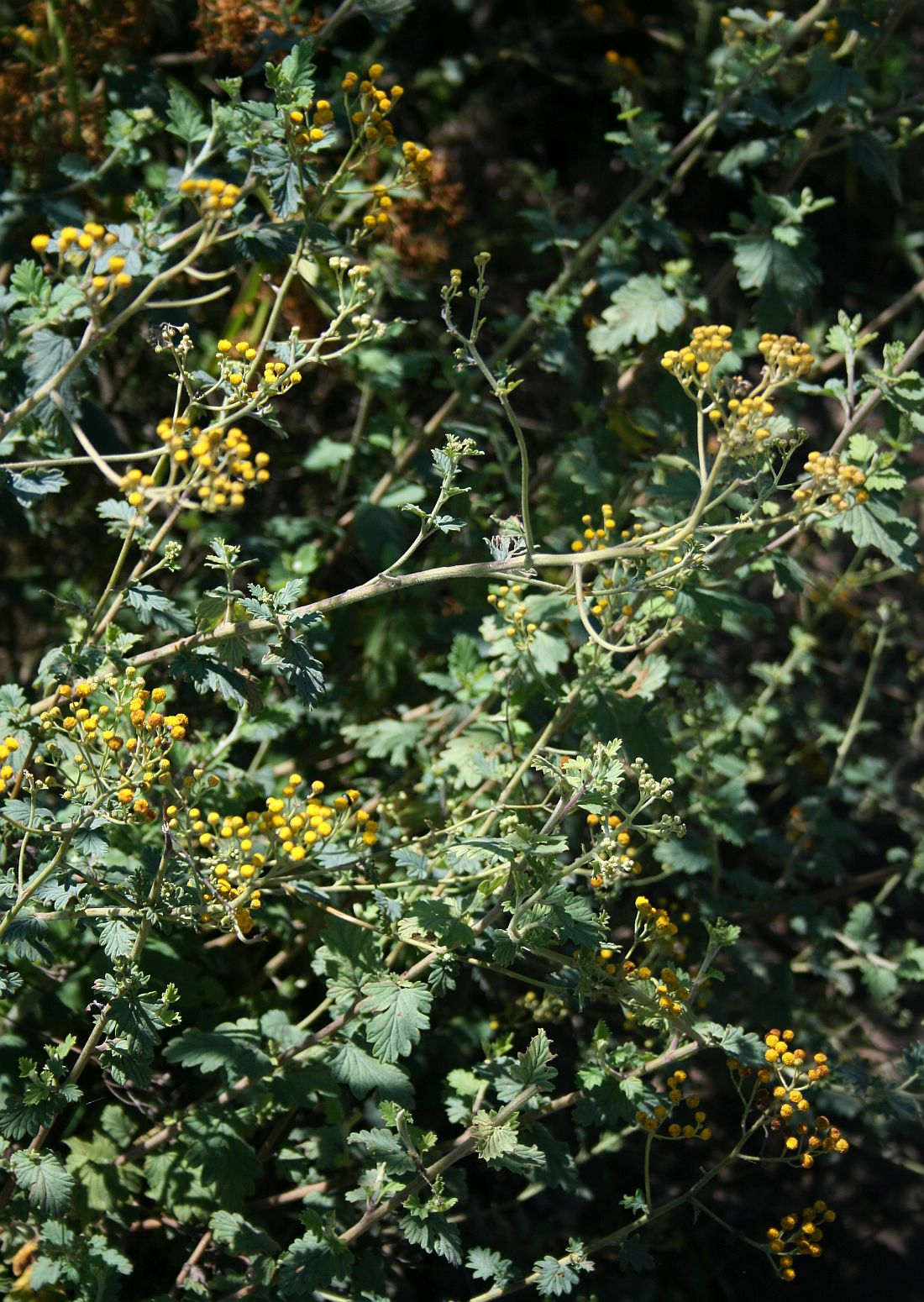
Il portamento
Schistostephium rotundifolium

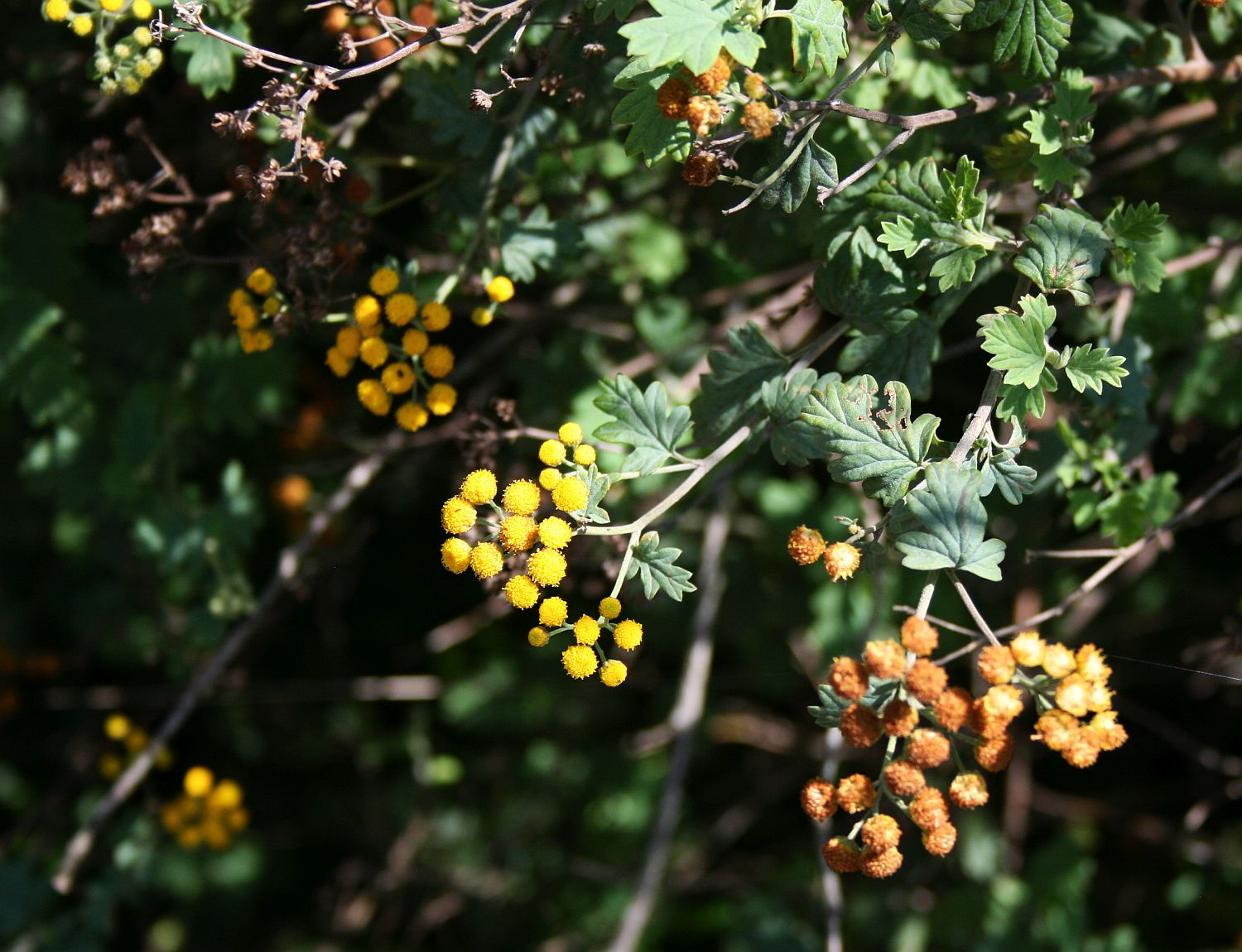
Le foglie
Schistostephium rotundifolium

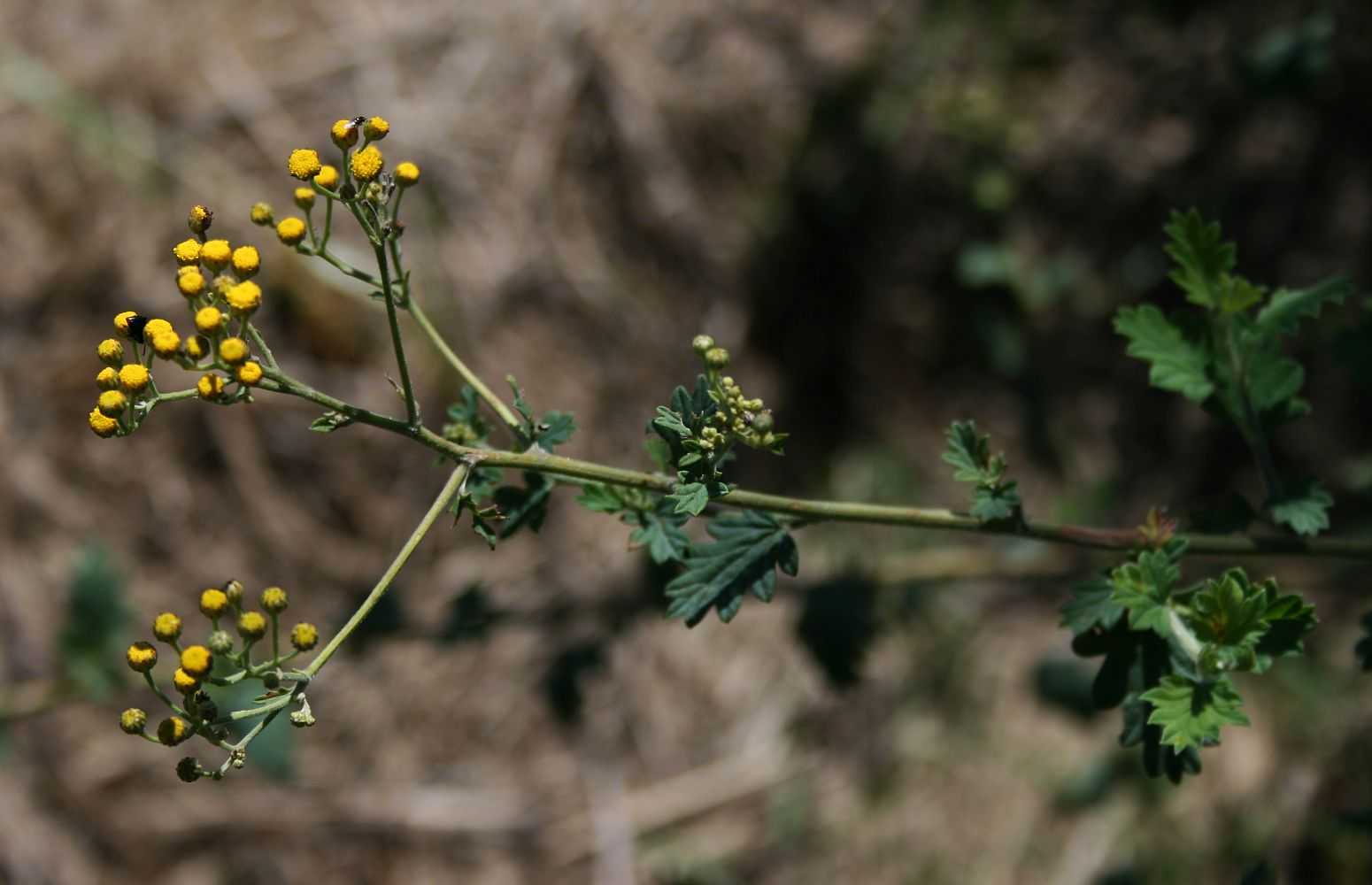
Infiorescenza
Schistostephium rotundifolium

Portamento. Le piante di questo genere sono soprattutto arbusti ma anche sub-arbusti. L'indumento è formato da peli basifissi.
Fusto. La parte aerea in genere è eretta, semplice o ramosa. 
Foglie. Le foglie sono disposte in modo alterno con lamina da intera a tipo pennatosetta.
Infiorescenza. Le sinflorescenze sono formate da capolini raccolti in modo corimboso sia denso che lasso (raramente sono solitari). Le infiorescenze vere e proprie sono composte da un capolino terminale peduncolato di tipo disciforme o discoide, normalmente con fiori eterogami (raramente omogami). I capolini sono formati da un involucro, con forme emisferiche, talvolta obconiche o urceolate, composto da diverse brattee, al cui interno un ricettacolo fa da base ai fiori di due tipi: fiori del raggio (qui assenti) e fiori del disco. Le brattee, strette, a consistenza erbacea, con margini scariosi, sono disposte in modo più o meno embricato su 2 - 3 serie.  La forma del ricettacolo può essere da emisferica a conica; normalmente è privo di pagliette a parte la zona esterna.
Fiori.  I fiori sono tetra-ciclici (formati cioè da 4 verticilli: calice – corolla – androceo – gineceo) e pentameri (calice e corolla formati da 5 elementi). Si distinguono in:
- fiori del raggio (esterni): sono assenti;
- fiori del disco (centrali): sono più numerosi con forme brevemente tubulose (attinomorfe); quelli esterni sono femminili e fertili; quelli interni sono ermafroditi e fertili (i più interni sono funzionalmente maschili).

- Formula fiorale:

*/x K {\displaystyle \infty }, [C (5), A (5)], G 2 (infero), achenio
- Calice: i sepali del calice sono ridotti ad una coroncina di squame.

- Corolla: (solo fiori del disco) la forma è tubulare bruscamente divaricata in 4 lobi (sono presenti fiori anche con 3 – 4 lobi); quelli esterni sono privi di lembo; il colore è giallo.

- Androceo: l'androceo è formato da 5 stami (alternati ai lobi della corolla) sorretti da filamenti generalmente liberi; gli stami sono connati e formano un manicotto circondante lo stilo. Le antere possono essere sia di tipo basifissa che mediofissa (ossia attaccate al filamento per la base – nel primo caso; oppure in un punto intermedio – nel secondo caso).[12] Questa caratteristica ha valore tassonomico in quanto distingue i generi gli uni dagli altri. Il tessuto endoteciale (rivestimento interno dell'antera) è quasi sempre non polarizzato. Il polline è sferico con un diametro medio di circa 25 micron;  è tricolporato (con tre aperture sia di tipo a fessura che tipo isodiametrica o poro) ed è echinato (con punte sporgenti). La parte apicale delle appendici delle antere ha delle forme ovato-ellittiche.

- Gineceo: l'ovario è infero uniloculare formato da 2 carpelli. Lo stilo (il recettore del polline) è filiforme e profondamente bifido (con due stigmi divergenti) e con le linee stigmatiche marginali separate o contigue. I due bracci dello stilo hanno una forma troncata e possono essere papillosi o ricoperti da ciuffi di peli. In alcune specie lo stilopodio alla fruttificazione si presenta ingrossato e persistente.

Frutti. I frutti sono degli acheni senza pappo; gli acheni sono di tipo obovoide e dorso-ventralmente piatti (la sezione è ellittica) e con due ali laterali; la parte apicale è troncata o arrotondata; il pericarpo è glabro o pubescente, talvolta con cellule miogeniche e senza sacche resinose.

## Biologia
Impollinazione: l'impollinazione avviene tramite insetti (impollinazione entomogama tramite farfalle diurne e notturne).

Riproduzione: la fecondazione avviene fondamentalmente tramite l'impollinazione dei fiori (vedi sopra).

Dispersione: i semi (gli acheni) cadendo a terra sono successivamente dispersi soprattutto da insetti tipo formiche (disseminazione mirmecoria). In questo tipo di piante avviene anche un altro tipo di dispersione: zoocoria. Infatti gli uncini delle brattee dell'involucro (se presenti) si agganciano ai peli degli animali di passaggio disperdendo così anche su lunghe distanze i semi della pianta. Inoltre per merito del pappo (se presente) il vento può trasportare i semi anche a distanza di alcuni chilometri (disseminazione anemocora).

## Distribuzione e habitat
Le specie di questo genere sono distribuite in Africa centrale e meridionale.

## Sistematica
La famiglia di appartenenza di questa voce (Asteraceae o Compositae, nomen conservandum) probabilmente originaria del Sud America, è la più numerosa del mondo vegetale, comprende oltre 23.000 specie distribuite su 1.535 generi, oppure 22.750 specie e 1.530 generi secondo altre fonti (una delle checklist più aggiornata elenca fino a 1.679 generi). La famiglia attualmente (2021) è divisa in 16 sottofamiglie; la sottofamiglia Asteroideae è una di queste e rappresenta l'evoluzione più recente di tutta la famiglia.

### Filogenesi
Il gruppo di questa voce è descritto nella tribù Anthemideae, una delle 21 tribù della sottofamiglia Asteroideae). In base alle ultime ricerche nella tribù sono stati individuati (provvisoriamente) 4 principali lignaggi (o cladi): "Southern hemisphere grade", "Asian-southern African grade", "Eurasian grade" e "Mediterranean clade". Il genere  Schistostephium  (insieme alla sottotribù Cotulinae) è incluso nel clade Southern hemisphere grade..
I caratteri distintivi del genere sono:
- il portamento delle piante è arbustivo e subarbustivo;
- i capolini sono raccolti in corimbi;
- la corolla dei fiori del disco ha 4 lobi;
- la parte centrale del ricettacolo ha le pagliette;

### Elenco delle specie
Questo genere ha 13 specie:
- Schistostephium artemisiifolium Baker
- Schistostephium crataegifolium  (DC.) Fenzl ex Harv.
- Schistostephium dactyliferum  Hutch.
- Schistostephium flabelliforme  Less.
- Schistostephium griseum  Hutch.
- Schistostephium heptalobum  Oliv. & Hiern
- Schistostephium hippiifolium  Hutch.
- Schistostephium mollissimum  Hutch.
- Schistostephium oxylobum  S.Moore
- Schistostephium radicale  Killick & Claassen
- Schistostephium rogersii  Hutch.
- Schistostephium rotundifolium  Fenzl ex Harv.
- Schistostephium umbellatum  (L.f.) K.Bremer & Humphries

### Sinonimi
Sono elencati alcuni sinonimi per questa entità:
- Osmitiphyllum Sch.Bip.
- Peyrousea  DC.